# Schönenberg (Jettingen-Scheppach)
Schönenberg ist ein Ortsteil der Gemeinde Jettingen-Scheppach im schwäbischen Landkreis Günzburg (Bayern).

## Lage
Das Pfarrdorf liegt circa zwei Kilometer südlich von Jettingen und ist über die Kreisstraßen GZ 25 und GZ 16 zu erreichen.

## Geschichte
Schönenberg wird erstmals im Jahr 1199 genannt, als ein Hof in dem Ort dem Kloster Wettenhausen geschenkt wurde. 1330 kommt der ganze Ort durch Kauf in den Besitz des Klosters.
Im Dreißigjährigen Krieg wurden der ganze Landstrich schwer verwüstet, durch Exulanten (Glaubensflüchtlinge) hauptsächlich aus Österreich erfolgte eine allmähliche Wiederbesiedelung.
1803 kam Schönenberg im Zuge der Säkularisation zum Königreich Bayern.
1846 fiel in dem Ort ein rund acht Kilogramm schwerer Steinmeteorit des Typs L6. Er wurde unter dem offiziellen Namen Schönenberg registriert.
Am 1. Januar 1972 wurde die zuvor selbstständige Gemeinde Schönenberg in die Gemeinde Jettingen-Scheppach eingegliedert.

## Baudenkmäler
- Katholische Pfarrkirche St. Leonhard

Siehe auch: Liste der Baudenkmäler in Schönenberg